# Ágyazat

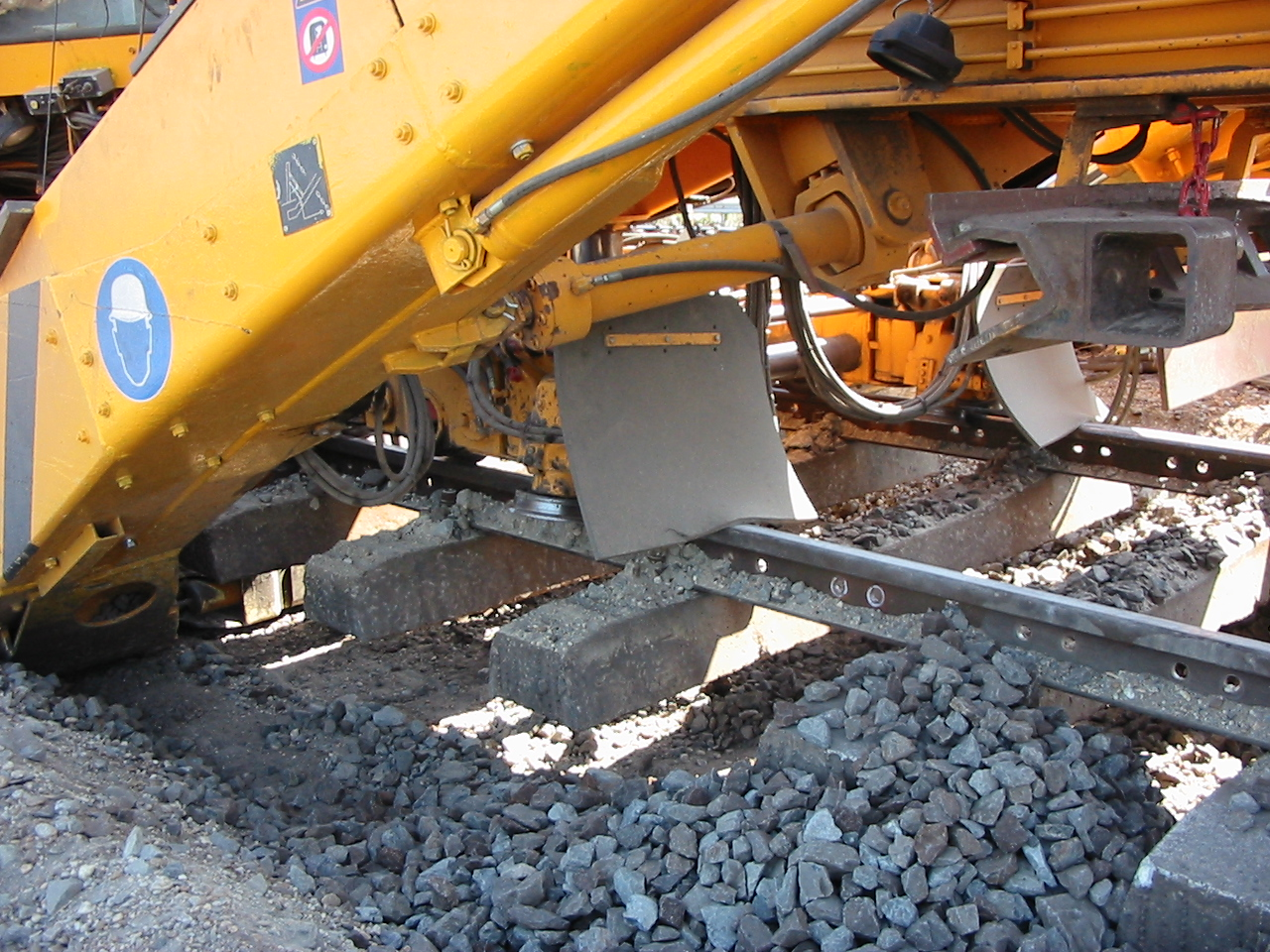
Zúzottkő ágyazat rostálása Plasser & Theurer RM 80 UHR típusú rostálógéppel.

Az ágyazat a vasúti vágány felépítményének szilárd, de rugalmas alátámasztását szolgálja. Az anyaga általában megfelelő méretűre zúzott magmás kőzetek, vagyis zúzottkő. (Népes nevén: "bagikő".)

## Feladata
Az ágyazat feladata a vágány alátámasztása mellett az aljakról kapott terhelés nagyobb felületen történő elosztása és egyenletes átadása az alépítmény felületére. Mivel a vasúti vágány stabilitásának 60%-át az ágyazat biztosítja, megfelelő ellenállást kell adjon a vágány hossz- és oldalirányú elmozdulásával szemben. A vasúti pálya építése és fenntartása során az ágyazat pontosan és könnyen lehetővé teszi a vágány magassági és vízszintes fekvésének tervezett helyzetbe történő beállítását. Az ágyazat feladata továbbá a vágányra hullott csapadék gyors elvezetése.

## Anyaga
A vasutak korábban többféle anyagot használtak ágyazatnak, mint például homokot, bányakavicsot, salakot. Az időjárás és a terhelés hatására ezek az ágyazati anyagok könnyen elsárosodnak, illetve csekély ellenállást fejtenek ki a vágány elmozdulása ellen. Magyarországon ilyen ágyazatú vágányok csak kis forgalmú, régi mellékvonalakon, állomási mellékvágányokban fordulnak elő.
A legalkalmasabb a nagy szilárdságú, nehezen aprózódó, fagyálló bazalt, andezit, gránit, fonolit, diabáz kőzetekből, vagy a megfelelő keménységű mészkőből zömökre, éles élűre tört kőanyagok. Az zúzottkő ágyazati anyagot meghatározott szemnagysághatárok között, egyenletesen megoszló szemméretűre választják, a megfelelő, illetve tartós tömörség és egyben a jó vízelvezetés miatt. A MÁV régebben, 1965-ig faaljas vágányokban 45/65-ös (45 mm-es rostán a kőanyagnak fent kell maradnia, 65 mm-es rostán át kell esnie, meghatározott hibaszázalékokon belül), vasbetonaljas vágányokban 25/40-es szemcsehatárú zúzottkövet használt. Később a német vasutak tapasztalatai alapján a egységesen áttért a 25/65 szemcsehatárú zúzottkőre, így közvetve növelni kívánták az ágyazat tömörségét. A magyar gyártástechnológia nehézségei miatt 1990-től a MÁV a 35/55 szemcsehatárú zúzottkővel is kísérletezett. Napjainkban a magyarországi vasútépítés és karbantartás során általánosan 32/50 szemcsehatárú zúzottkövet használnak. A vasúti ágyazathoz felhasználható zúzottkő termékekre az MSZ EN 13450:2013 szabvány vonatkozik.

## Mérete
A vágány jellegétől függően az ágyazat méreteinek helyes megválasztása és pontos betartása tartós magassági- és vízszintes fekvést és a megfelelő stabilitást eredményez. Az ágyazat megfelelő vastagsága jó teherelosztást biztosít az alépítményre, az ágyazatszélek az aljvégeken történő túlnyújtása az oldalirányú stabilitás szempontjából fontos. Az oldalirányú stabilitás növelése érdekében a kis sugarú íves pályarészeken a vágány külső oldalát zúzottkővel felpúpozzák, illetve az ágyazat méreteinek növelése mellett, úgynevezett biztonsági sapkákat is szerelnek a aljakra.
Az ágyazatvastagságot Magyarországon az alj felső síkja és a földműkorona (az alépítmény felső síkja) között mérik, a sín (ívekben a belső sínszál) tengelyében. A sokféle alj eltérő magassága miatt manapság, más vasutak korábban alkalmazott méretezéséhez hasonlóan, az úgynevezett hatékony ágyazatvastagságot is meg szokták határozni, amely az alj alsó síkjától mért az ágyazatvastagságot jelenti.

### Ágyazatvastagság
A magyarországi közforgalmú vasutakon az alábbi ágyazatvastagságokat alkalmazzák a tengelyterheléstől, a pályasebességtől és a létesítménytől függően.
- 57 cm vastag ágyazat szükséges vasbetonaljas kitérők alatt, így a hatékony ágyazatvastagság 35 cm-re adódik, valamint 225 kN tengelyterhelésű, illetve 140 km/h vagy annál nagyobb pályasebességű vágányok alatt (vagyis LW, B70, L2, LI jelű vasbetonaljakkal épített pályákon).
- 52 cm vastag ágyazatot alkalmaznak 140 km/h-nál kisebb engedélyezett sebességű vágányok alatt, illetve ahol a tengelyterhelés 210 kN-nál nem nagyobb (vagyis LW, B70, L2, LI jelű vasbetonaljakkal épített pályákon), így a hatékony ágyazatvastagság 30 cm-re adódik.
- 50 cm vastag ágyazat szükséges hagyományos, hevederes illesztésű pályák nyíltvonali és állomási átmenő vágányszakaszaiban, ahol a pályasebesség 80 km/h vagy annál nagyobb, valamint sebességtől függetlenül hézagnélküli pályák nyíltvonali és állomási átmenő vágányszakaszaiban, továbbá faaljas kitérők, vágányátszelések, talpfás vágánykapcsolatok és útátjárók alatt.
- 40 cm vastag ágyazatot alkalmaznak minden egyéb esetben.

### Ágyazatszélesség
Az ágyazat szélességét az alkalmazott alj hossza és az alj két végén kialakított ágyazattúlérés értéke határozza meg. Az ágyazattúlérés értéke a sínek illesztési módjától, a sínrendszertől, illetve a pálya ívviszonyaitól függ.
- 40 cm az ágyazat túlérése a pálya mindkét oldalán a hagyományos, hevederes illesztésű pályákon, íves és egyenes pályaszakaszokon egyaránt, továbbá hézagnélküli pályákon egyenesben, illetve 3000 m vagy annál nagyobb sugarú ívekben.
- 45 cm az ágyazat túlérés a 3000 m-nél kisebb sugarú ívek belső oldalán, illetve a 60 kg/fm sínrendszerű vágányban 650 m vagy annál nagyobb sugarú, a 48 és 54 kg/fm sínrendszernél 600 m vagy annál nagyobb sugarú ívek külső oldalán.
- 55 cm az ágyazat túlérés a 60 kg/fm sínrendszerű vágányban 550 m vagy annál nagyobb sugarú, illetve a 48 és 54 kg/fm sínrendszernél 500 m vagy annál nagyobb sugarú ívek külső oldalán.
- 65 cm az ágyazat túlérés a 60 kg/fm sínrendszerű vágányban 400 m vagy annál nagyobb sugarú, illetve a 48 és 54 kg/fm sínrendszernél 360 m vagy annál nagyobb sugarú ívek külső oldalán.

A hézagnélküli pályák 600 m-nél kisebb sugarú íveiben a vágány külső oldalát ezen felül még felpúpozzák zúzottkővel.